# Британське екологічне товариство
Британське екологічне товариство (англ. British Ecological Society, BES) — наукове товариство в галузі екології, створене у 1913 році у Великій Британії для підтримки досліджень та вивчення екології. Це найстаріше екологічне товариство у світі. Початковою метою товариства було «сприяння вивчення екології у широкому сенсі», і це залишається основною темою, якою товариство керується і сьогодні у своїй діяльності.
Британське екологічне товариство налічує понад 7000 членів, 14 % з яких є студентами. Близько 42 % становлять іноземні члени, у загальному із 92 країн світу. Головний офіс розташований у будинку Чарлза Дарвіна у Лондоні, поряд з іншими біологічними організаціями.

## Історія
Товариство було створене на базі Британського Комітету з рослинництва, яке було засноване у 1904 році для сприяння дослідженню та вивченню рослинності на Британських островах. Інавгураційна зустріч Британського екологічного товариства відбулася в Університетському коледжі Лондона 12 квітня 1913 року за участі 47 членів. Першим президентом товариства став сер Артур Тенслі, також було видано перший номер «Journal of Ecology».
Місія Товариства полягає в тому, щоб генерувати, спілкуватися та просувати екологічні знання та рішення, і це досягається завдяки широкому спектру заходів. Воно поширює академічні дослідження через свої наукові журнали, організовує зустрічі науковців, щороку присуджує гранти для підтримки екологічної спільноти, інформує та впливає на політиків, а також працює над покращенням викладання та вивчення екології в школах.

## Наукові журнали товариства
- Journal of Ecology (рік заснування 1913);
- Journal of Animal Ecology (1932);
- Journal of Applied Ecology (1964);
- Functional Ecology (1987);
- Methods in Ecology and Evolution (2010).

Члени товариства можуть підписатися на ці журнали за зниженою ціною. Товариство також співпрацює з видавництвом Wiley-Blackwell у виданні журналу відкритого доступу Ecology and Evolution.

## Президенти
- 1913–1914 Артур Тенслі
- 1917-1918 Вільям Гарднер Сміт[en][9]
- 1921—1922 Роберт Ллойд Прагер[en]
- 1923—1924 Фредерік Ернест Вайс[en]
- 1927—1928 Едвард Джеймс Солсбері
- 1931—1932 Артур Едвін Бойкотт[en]
- 1933—1934 Джеймс Роберт Меттьюс[en]
- 1935—1936 Вільям Гарольд Пірсолл[en]
- 1937—1938 Артур Тенслі (другий термін)
- 1946—1947 Александер Ватт[en]
- 1954—1956 Артур Рой Клепем
- 1958—1959 Норман Алан Берджес[en]
- 1962—1963 Пол Вестмакотт Річардс[en]
- 1964—1965 Девід Лак[en]
- 1966—1967 Джон Лендер Гарпер[en]
- 1968—1969 Генрі Невілл Сазерн[en]
- 1970—1971 Джон Лейкер Гарлі[en]
- 1974—1975 Джордж Кліффорд Еванс[en]
- 1976—1977 Річард Саутвуд[en]
- 1980—1981 Джордж Макензі Данн
- 1982—1983 Ентоні Девід Бредшоу[en]
- 1984—1985 Лайонел Рой Тейлор[en]
- 1986—1987 Чарльз Генрі Гімінгем[en]
- 1988—1989 Роберт Джеймс Беррі[en]
- 1990—1991 Пітер Джон Грабб
- 1992—1993 Роберт МакКріді Мей
- 1994—1995 Ян Ньютон[en]
- 1996—1997 Джон Алфред Александер Лі[en]
- 1998—1999 Майкл Гасселл[en]
- 2000—2001 Джон Віттекер
- 2002—2003 Джон Грейс
- 2003—2005 Алістер Фіттер[en]
- 2005—2007 Джон Лоутон[en]
- 2007—2009 Малкольм Пресс[en]
- 2009—2011 Чарлз Годфрей[en]
- 2011—2013 Джорджина Мейс
- 2013—2015 Вільям Сазерленд[en]
- 2016—2017 Сью Хартлі[en]